# Przezcewnikowe wszczepienie zastawki aortalnej
Przezcewnikowe wszczepienie zastawki aortalnej, przezskórne wszczepienie/implantacja zastawki aortalnej (ang. percutaneous aortic valve implantation, Transcatheter Aortic Valve Implantation, TAVI) – zabieg stosowany w przypadku ciężkiego zwężenia zastawki aortalnej lub ciężkiej niedomykalności zastawki aortalnej. W przypadku klasycznego, chirurgicznego zabiegu na zastawce aortalnej usuwa się zastawkę aortalną i wszczepia protezę. W przypadku TAVI najpierw poszerza się zwężoną zastawkę przy użyciu balonu, a następnie przy użyciu zestawów bazujących na cewnikach implantuje się protezę zastawki. Zwapniała zastawka własna pacjenta pozostaje jednak na miejscu, stąd nazwa „wymiana” nie jest właściwa. 
Jest to stosunkowo nowa metoda leczenia. Jej odległe wyniki, stan protezy po latach od implantacji nie są obecnie znane, w związku z czym stosuje się ją w przypadku ściśle wyselekcjonowanej grupy chorych. 

## Opis metody
Stosowane obecnie zastawki są zastawkami biologicznymi, w których sam materiał biologiczny zastawki wszyty jest do środka stentu, czyli rusztowania wykonanego z cienkiego drutu i ukształtowanego jak krótka rurka o średnicy około 2,0–2,5 cm. Zastawka ta zgniatana jest tuż przed implantacją przy użyciu specjalnego urządzenia od strony bocznej i umieszczana wewnątrz cewnika o średnicy około 1 cm. Poprzez ów cewnik zastawka jest przesuwana aż na wysokość zastawki aortalnej i tam implantowana.
Cewnik, przez który przesuwa się protezę, może być założony poprzez:
- tętnicę udową (w przypadku wystarczającej średnicy – co najmniej 7–9 mm) i przy odpowiednim przebiegu tętnicy, bez większych zagięć;
- koniuszek serca (najczęściej stosowane dojście w przypadku braku możliwości implantacji przez tętnicę udową);
- tętnicę podobojczykową (rzadko).

## Etapy zabiegu
- Najczęściej znieczulenie ogólne. Dostęp do naczynia (tętnicy udowej lub podobojczykowej) przy użyciu głównie metod chirurgicznych. W przypadku implantacji przez koniuszek serca preparacja chirurgiczna.
- Przeprowadzenie prowadnika przez zwężoną zastawkę aortalną. W przypadku dojścia przez tętnicę, prowadnik przechodzi przez tętnicę, aortę, zastawkę aortalną do lewej komory serca. W przypadku dojścia przez koniuszek serca prowadnik przechodzi przez zastawkę aortalną do aorty wstępującej.
- Wprowadzenie balonu założonego na cewniku, który przechodzi przez wcześniej założony prowadnik, na wysokość zastawki aortalnej.
- Rozprężenie balonu. Najczęściej podczas rozprężania stosuje się szybką stymulację serca, która sprawia iż serce nie pompuje efektywnie i nie wytwarza ciśnienia mogącego wypchnąć balon z zastawki aortalnej.
- Tak przygotowana zastawka jest gotowa do implantacji protezy. Dostępne są dwa typy zastawek:
  - Edwards-Sapien: stent na którym jest umieszczona jest zastawka nie jest sprężysty. Po wypchnięciu zastawki z cewnika konieczne jest jej rozprężenie przy użyciu balonu. Przeprowadza się to podobnie jak opisano powyżej w punkcie 4[1].
  - CoreValve: zastawka umieszczona jest na stencie samorozprężalnym, wykonanym ze stopu niklu i tytanu – nitinolu. Po wypchnięciu tej zastawki z cewnika sama się rozpręża i zarazem implantuje.
- Kontrola przy użyciu echokardiografii przezprzełykowej oraz radioskopii. Usunięcie cewników i prowadników.

## Wskazania
Metoda ta była po raz pierwszy zastosowana w roku 2002 w związku z czym nie jest wiadome jaka będzie funkcja zastawki po np. 10 latach od implantacji. Wiadomo natomiast, że w okresie dziesięciu lat po pierwszym zabiegu przeprowadzonym przez Alain'a Cribier'a przeprowadzono przezcewnikowe zabiegi wszczepienia zastawki aortalnej u 50 tysięcy pacjentów na całym świecie. Obecnie implantowane są przy użyciu tej metody jedynie zastawki biologiczne, które ze względu na ograniczony czas jaki będą sprawnie funkcjonować oraz inne czynniki, implantuje się najczęściej (choć nie jedynie) u osób, u których przewidywany okres życia jest mniejszy niż ok. 15–20 lat. Zastawka tuż przed implantacją jest zgniatana, by zmieściła się w cewniku, a podczas samej implantacji rozprężana przez balon. Jest możliwe, iż prowadzi to do drobnych zmian w strukturze zastawki, które sprawią, iż będzie krócej dobrze funkcjonować niż zastawki biologiczne implantowane w sposób konwencjonalny, chirurgiczny. Metoda chirurgicznej, konwencjonalnej implantacji zastawki jest znana od dziesięcioleci, a jej wyniki dobre i dokładnie zbadane.
Stąd TAVI stosuje się obecnie u pacjentów, u których wymagany jest zabieg na zastawce aortalnej ze względu na ciężką stenozę, mających jednak bardzo wysokie ryzyko śmierci w przypadku zabiegu konwencjonalnego, chirurgicznego. Ryzyko zabiegu chirurgicznego można oszacować (EuroScore calculator, STS Score). Wskazania do tej metody będą prawdopodobnie zmieniać się wraz ze wzrostem doświadczenia w wykonywaniu zabiegu, obserwacją pacjentów ze wszczepioną w ten sposób protezą oraz udoskonaleniami w budowie samych zastawek i metod ich implantacji.
Obecnie (2021) na podstawie badania PARTNER 3-Studie jako najważniejsze wskazanie do zabiegu TAVI w przypadku ciasnego zwężenia zastawki aortalnej stanowi wiek chorego.